# Nikola Kalinić (Fußballspieler)
Nikola Kalinić (* 5. Januar 1988 in Solin) ist ein kroatischer Fußballspieler, der aktuell bei Hajduk Split unter Vertrag steht.

## Karriere

### Verein
Kalinić begann seine Karriere bei Hajduk Split. Zur Saison 2005/06 wechselte er auf Leihbasis zu NK Istra 1961. Nach einem halben Jahr dort wurde er an den HNK Šibenik verliehen. In der Saison 2007/08 spielte er wieder für Hajduk Split. Im Sommer 2009 wechselte Kalinić zum englischen Erstligisten Blackburn Rovers. Nach zwei Jahren ging er zum ukrainischen Verein Dnipro Dnipropetrowsk. In der Saison 2014/15 erreichte er mit Dnipro Dnipropetrowsk das Endspiel in der UEFA Europa League gegen den Titelverteidiger FC Sevilla. In diesem erzielte Kalinić in der 7. Minute das 1:0, Dnipro verlor das Spiel allerdings mit 2:3.
Im August 2015 wechselte Kalinić in die italienische Serie A zum AC Florenz.
Im August 2017 wechselte Kalinić per Leihe mit anschließender Kaufpflicht zum AC Mailand. Er erhielt einen Vertrag bis zum 30. Juni 2021.
Im August 2018 wechselte Kalinić zu Atlético Madrid. Er konnte sich im Sturmzentrum jedoch nicht gegen Diego Costa, Antoine Griezmann und den im Januar 2019 verpflichteten Álvaro Morata durchsetzen. Kalinić kam in der Liga auf 17 Einsätze (7-mal von Beginn), in denen er 2 Tore erzielte.
Anfang September 2019 wechselte Kalinić für 2 Millionen Euro bis zum Ende der Saison 2019/20 auf Leihbasis zur AS Rom, die anschließend die Option hat, für 9 Millionen Euro seine Transferrechte zu erwerben. 2020 folgte ein Engagement bei Hellas Verona. 
Von 2022 bis 2023 spielte er wieder bei Hajduk Split und kehrte im Januar 2024 für ein Gehalt von einem Euro dorthin zurück.

### Nationalmannschaft
Kalinić absolvierte drei Spiele für die kroatische U-21-Nationalmannschaft, konnte sich mit seiner Mannschaft allerdings nicht für die U-21-Fußball-Europameisterschaft 2009 qualifizieren. Am 24. Mai 2008 absolvierte er sein erstes Spiel für die kroatische Fußballnationalmannschaft, als er beim Spiel gegen Moldawien eingewechselt wurde. Er nahm an der Fußball-Europameisterschaft 2008 teil und kam dort zu einem Einsatz, als er beim Spiel gegen Polen eingewechselt wurde. Für die Fußball-Europameisterschaft 2012 war Kalinić zunächst nicht nominiert. Er profitierte jedoch von der verletzungsbedingten Absage von Ivica Olić und wurde nachnominiert.
Bei der Fußball-Europameisterschaft 2016 in Frankreich wurde er in das kroatische Aufgebot aufgenommen. Im dritten Spiel der Vorrunde, beim 2:1-Erfolg gegen Spanien, wurde er erstmals eingesetzt und erzielte den zwischenzeitlichen Ausgleich zum 1:1. Er erreichte mit Kroatien als Gruppensieger das Achtelfinale und kam dort gegen Portugal noch einmal als Einwechselspieler in der Verlängerung zum Einsatz. Das Spiel wurde mit 0:1 verloren und das Team schied aus.
2018 gehörte Kalinić zum Kader der Weltmeisterschaft in Russland. In der Schlussphase des ersten Gruppenspiels sollte er eingewechselt werden, lehnte aber mit Verweis auf Rückenschmerzen ab. Da sich das gleiche schon im Testspiel gegen Brasilien zugetragen hatte, schickte ihn der Trainer nach Hause.

## Auszeichnungen
- Kroatiens Nachwuchsspieler des Jahres: 2007